# Famille de Vassal
 (mai 2019).
Si vous disposez d'ouvrages ou d'articles de référence ou si vous connaissez des sites web de qualité traitant du thème abordé ici, merci de compléter l'article en donnant les références utiles à sa vérifiabilité et en les liant à la section « Notes et références ».
La famille de Vassal est une famille subsistante de la noblesse française, d'ancienne extraction, originaire du Périgord. Sa filiation est suivie depuis 1414.

## Histoire
Il n'y a peut-être pas une autre famille en France qui se soit divisée en autant de branches et de rameaux. Lors des recherches de la noblesse en 1668 et en 1696, plus de vingt branches furent maintenues d'ancienne extraction et l'on raconte qu'à l'armée d'Italie, en 1735, on comptait quatre-vingts officiers répondant au nom de Vassal. En 1791, plus de vingt de ses membres combattaient dans les rangs de l'armée de Condé.[réf. nécessaire]
La généalogie détaillée de cette famille a été donnée par Courcelles.
Jean de Vassal, seigneur de Rignac, marié le 10 janvier 1414 avec Jeanne de Saint-Gily, est l'auteur de toutes les branches de cette famille :
- La lignée ainée de Rignac a formé les branches de Purecet ou Caresset, de Sineuil, et de Cadillac, existants, et cinq autres rameaux éteints.
- La lignée cadette de la Tourette a formé les branches de la Barde, de Montviel, de Foulamon, et de Mazières, existants, et onze autres rameaux éteints.

Cette famille compte parmi ses membres une abbesse de Beaulieu (Quercy) en 1618 ; un grand archidiacre du chapitre de Saint-Claude, président de l'assemblée du clergé en 1787 ; un mestre de camp en 1590, gouverneur de Domme ; un lieutenant général, un maréchal de camp en 1730 ; un brigadier des armées en 1721 ; un maréchal de camp qui a émigré.

## Personnalités
- Jacques de Vassal de Montviel, né en 1659 au château de Montviel, en Agenais, décédé en 1754, nommé lieutenant général en 1734, assista aux sièges de Charleroi et de Luxembourg, aux batailles de Fleuros de Nerwinde, de Charleroi, de Luzzara, de Ramillies, de Malplaquet et forma en 1709 un régiment du nom de Montviel ;
- Jean-Baptiste de Vassal de Montviel, député du Lot-et-Garonne sous la Restauration.

## Fiefs
Seigneurs de la Vassaldie, d'Avalats, de Nogaret, de Lescure, de Vaillac, de Fraissinet, de Rignac, de Purcet, de Bastes, de Bellegarde, de la Coste, de la Queyzie, du Touron, de Puymilas-Vaysses, de Romegoux, de la Tourette, de Nozac, de la Graulière, de la Barde, de Perdigat, du Marais, de Brignac, de Solvignac, du Couderc, de la Garde, de Péchaurié, de saint-André, de Gaule, de Vasilhac, de Montviel, de Barraut, de Boulonnais, de Dondas, de Fonlanon, d'Argenton, de Mazières, de Bargade.

## Titre
- Comte de Sineuil en 1861 (branche de Sineuil)[1]

## Armes
- D'azur, à la bande d'argent remplie de gueules, chargée de trois besants d'or et accompagnée de deux étoiles de même, posées l'une en chef et l'autre en pointe.[3],[1]